# Darren Treacy
Darren Paul Treacy (Lambeth, 6 settembre 1970) è un ex calciatore inglese, di ruolo centrocampista.

## Carriera
Nella stagione 1988-1989, all'età di 18 anni, entra a far parte della rosa della prima squadra dei londinesi del Millwall, appena promossi per la prima volta nella loro storia nella prima divisione inglese; fa il suo esordio in questa categoria il 3 maggio 1989 giocando da titolare la partita persa per 4-1 sul campo del Nottingham Forest; nelle settimane conclusive della stagione gioca poi altre 2 partite, entrambe da titolare. Nella stagione 1989-1990 gioca invece una partita in FA Cup e complessive 4 partite nel campionato di First Division, che il Millwall conclude all'ultimo posto in classifica, con conseguente retrocessione in seconda divisione. Nell'estate del 1990 viene ceduto al Bradford City, club con il quale durante la stagione 1990-1991 realizza 2 reti (le sue uniche in carriera in competizioni professionistiche) in 16 partite giocate nella terza divisione inglese; a fine stagione si ritira, all'età di 21 anni.
In carriera ha totalizzato complessivamente 23 presenze e 2 reti nei campionati della Football League.